# Ulica Józefa Piłsudskiego w Radomiu
Ulica Józefa Piłsudskiego – ulica w dzielnicy Śródmieście w Radomiu.
Łączy ulicę Traugutta z placem Konstytucji 3 Maja (a poprzez plac ul. Żeromskiego). Krzyżuje się z ulicą Sienkiewicza. Ulica ma status drogi gminnej. Długość ulicy to około 310 m. Ulica ma charakter reprezentacyjny – znajdują się na niej liczne ciekawe architektonicznie i bogate w detale kamienice.

## Historia
Ulicę przewidzianą w Planie regulacyjnym Radomia z 1822 roku oddano do użytku w październiku 1888. W 1901 roku zyskała oświetlenie elektryczne. 

## Nazwa
Nazwa ulicy wielokrotnie ulegała zmianom:
- 1888 – 1919: ul. Szeroka (nazwa podkreślała szerokość ulicy, większą niż w przypadku pozostałych ulic dziewiętnastowiecznej części radomskiego Śródmieścia),
- 1919 – 1942: ul. Józefa Piłsudskiego,
- 1942 – 1945: Kastanienallee (niem. al. Kasztanowa – nazwa nawiązująca do kasztanowców, których szpalery ozdabiają ulicę),
- 1945 – 1948: ul. Józefa Piłsudskiego,
- 1948 – 1990: ul. Marcelego Nowotki,
- od 1990: ul. Józefa Piłsudskiego.

## Architektura
Zabudowa ulicy powstała niemal w całości w XIX wieku i jest spójna architektonicznie.
Rejestr zabytków
Do rejestru zabytków Narodowego Instytutu Dziedzictwa wpisane są następujące obiekty:
- nr 1 – dom, po 1890[5]
- nr 2 (róg z ul. Traugutta 40) – secesyjny dom Zajdensznirów z 1911, w którym 5 listopada 1918 rozpoczęto proces przejmowania władzy z rąk austriackich okupantów, zakończony proklamacją Republiki Radomskiej[6].
- nr 4 – eklektyczna kamienica z końca XIX w. W okresie międzywojennym siedziba m.in. radomskiego oddziału Banku Związku Ziemian w Warszawie,
- nr 3/5 – kamienica,  XIX/XX w.[5]
- nr 6 – dom, 1. ćw. XIX w.[5]
- nr 7 – eklektyczna kamienica z 1895, wyróżniająca się bogatą dekoracją fasady. W okresie międzywojennym parter zajmowała kawiarnia Tomasza Wolańskiego[7]. Na ścianie kamienicy znajdują się tablice  pamiątkowe poświęcone Adolfowi Tochtermanowi i Stanisławowi Wernerowi[8].
- nr 8 – dom, po 1890[5]
- nr 9 – dom Krystyny z Brandtów Tyszkiewiczowej[9], córki Józefa Brandta, gdzie malarz przebywał i zmarł. Na elewacji umieszczono w 1926 tablicę upamiętniającą artystę.
- nr 10 (róg z ul. Sienkiewicza) – neorenesansowy gmach z 1894. W okresie międzywojennym  siedziba Okręgowej Dyrekcji Kolei Państwowych[10]. Obecnie siedziba Sądu Okręgowego.
- nr 11 – neoklasycystyczna kamienica z końca XIX w. W okresie międzywojennym siedziba m.in. tygodnika „Radomianin”[11],
- nr 12 – willa Włodzimierza Kulczyckiego – neoklasycystyczna willa ogrodowa z czterokolumnowym portykiem. W okresie międzywojennym siedziba radomskiego oddziału Banku Handlowego w Łodzi[12] oraz przejściowo redakcji dziennika „Gazeta Radomska”[11]. Obecnie główny budynek Miejskiej Biblioteki Publicznej im. Andrzeja i Józefa Załuskich.
- nr 13 – eklektyczna kamienica z II poł. XIX, wyróżniająca się bogatą dekoracją fasady.
- nr 15 – budynek dawnej Kasy Pożyczkowej Przemysłowców Radomskich z 1897, w stylu neogotyckim z zachowanym pierwotnym wystrojem wnętrz. W okresie międzywojennym siedziba m.in. radomskiego oddziału Banku Gospodarstwa Krajowego[13], Radomskiego Towarzystwa Kredytowego Miejskiego i innych instytucji finansowych[14].
- nr 19 – dom, 1. ćw. XIX w.[5]

Gminna ewidencja zabytków
Do Gminnej Ewidencji Zabytków Miasta Radomia, oprócz obiektów z rejestru zabytków, wpisane są też budynki:
- nr 17 – dom murowany, 4. ćw. XIX w.

## Galeria

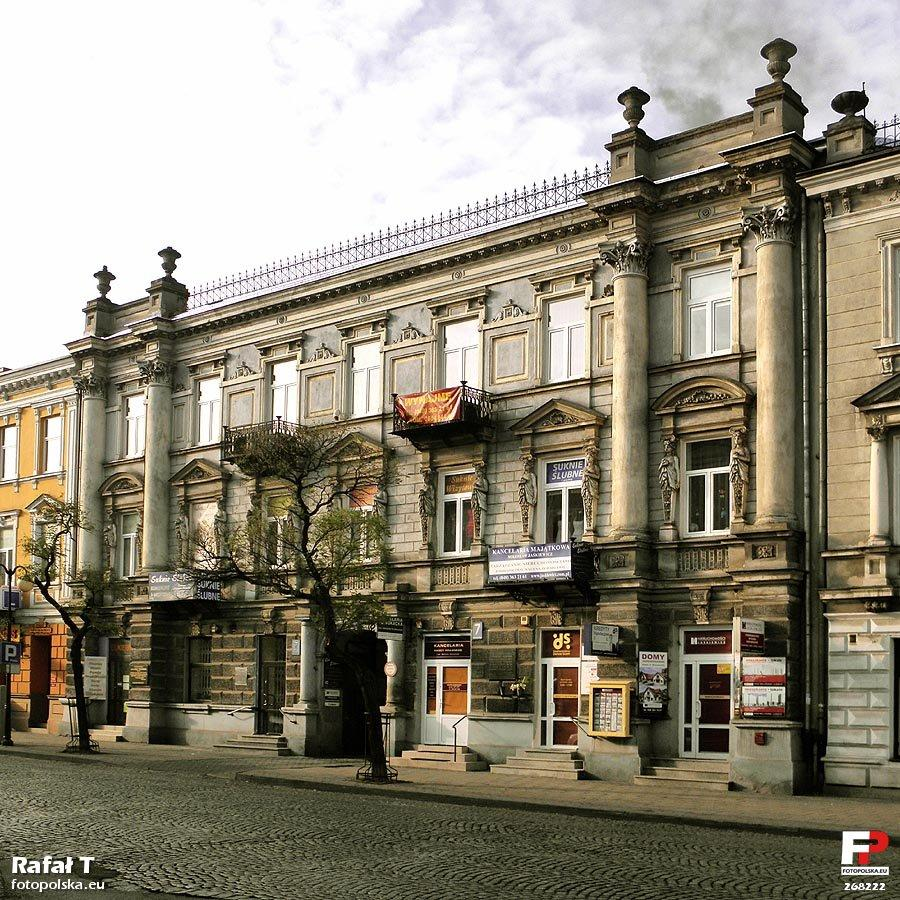
Neobarokowa kamienica z 1895 roku.
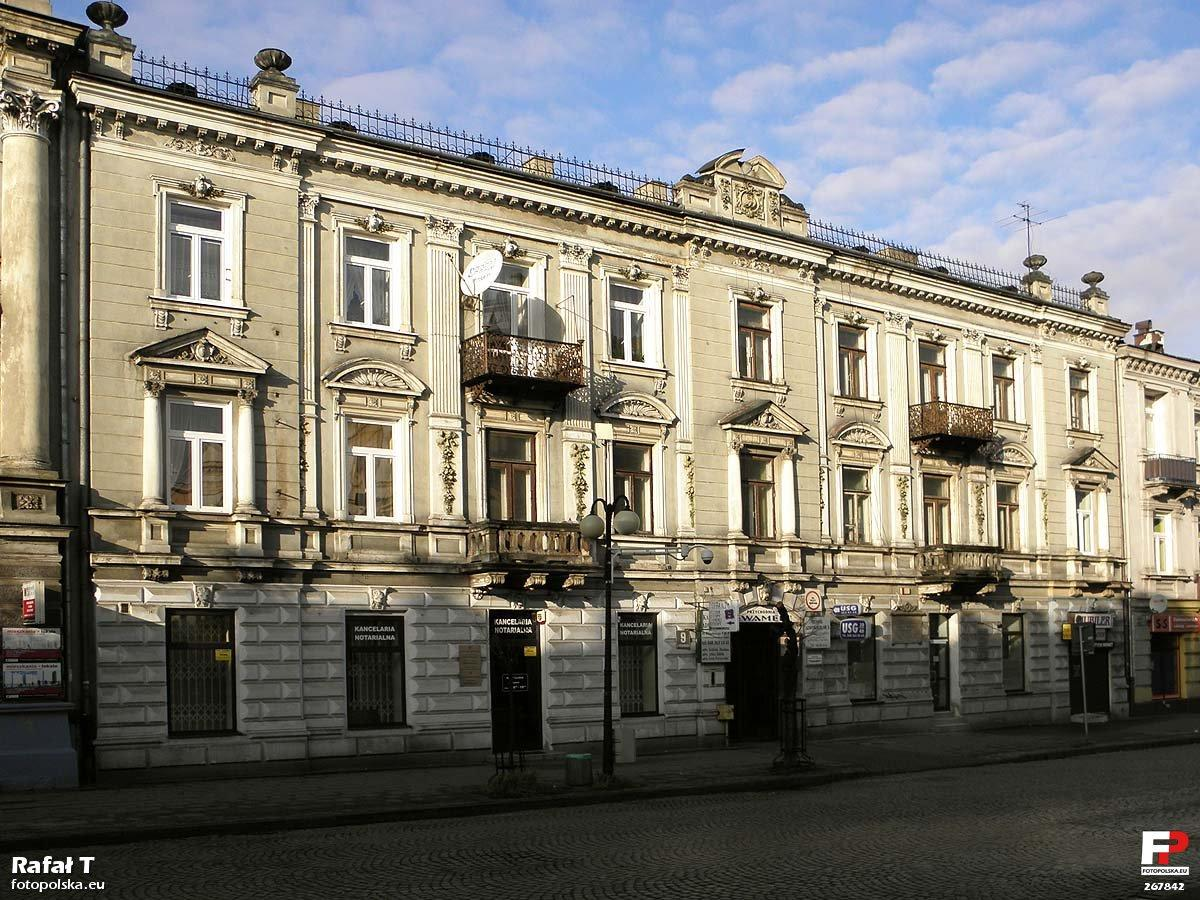
Eklektyczna kamienica pod nr 9, w której w 1915 roku zmarł Józef Brandt.
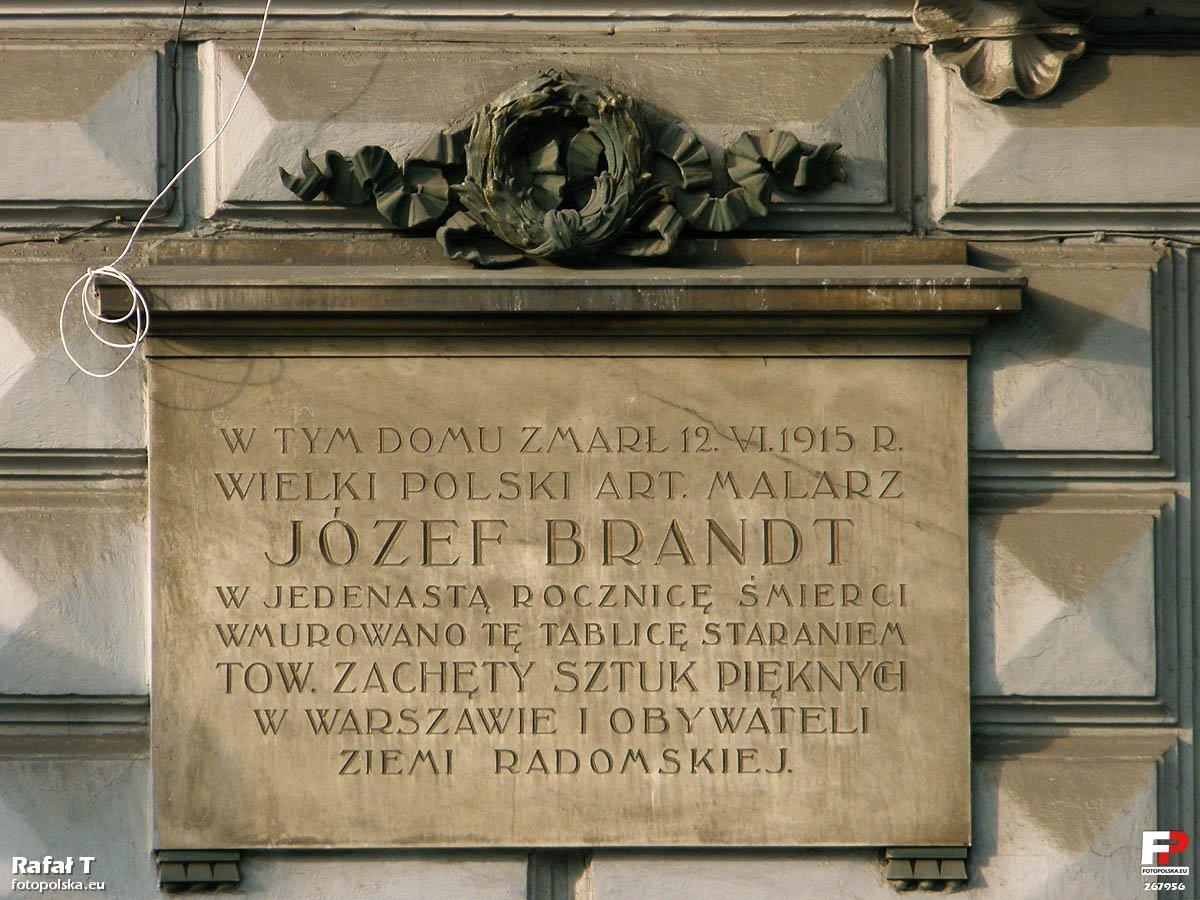
Tablica upamiętniająca Józefa Brandta na fasadzie kamienicy pod nrem 9.
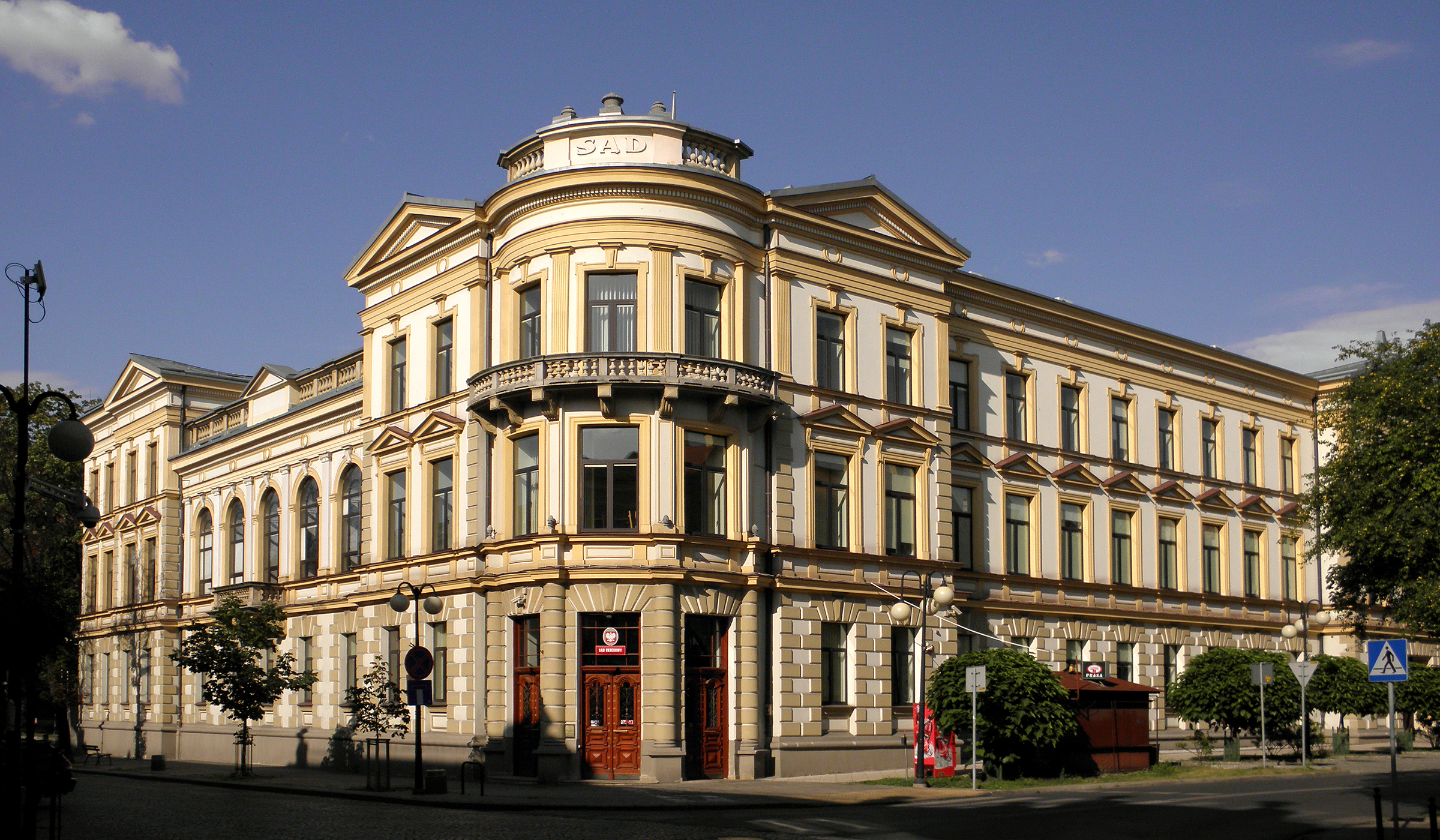
Neorenesansowy gmach dawnej Dyrekcji Kolei Państwowych, obecnie sąd okręgowy.
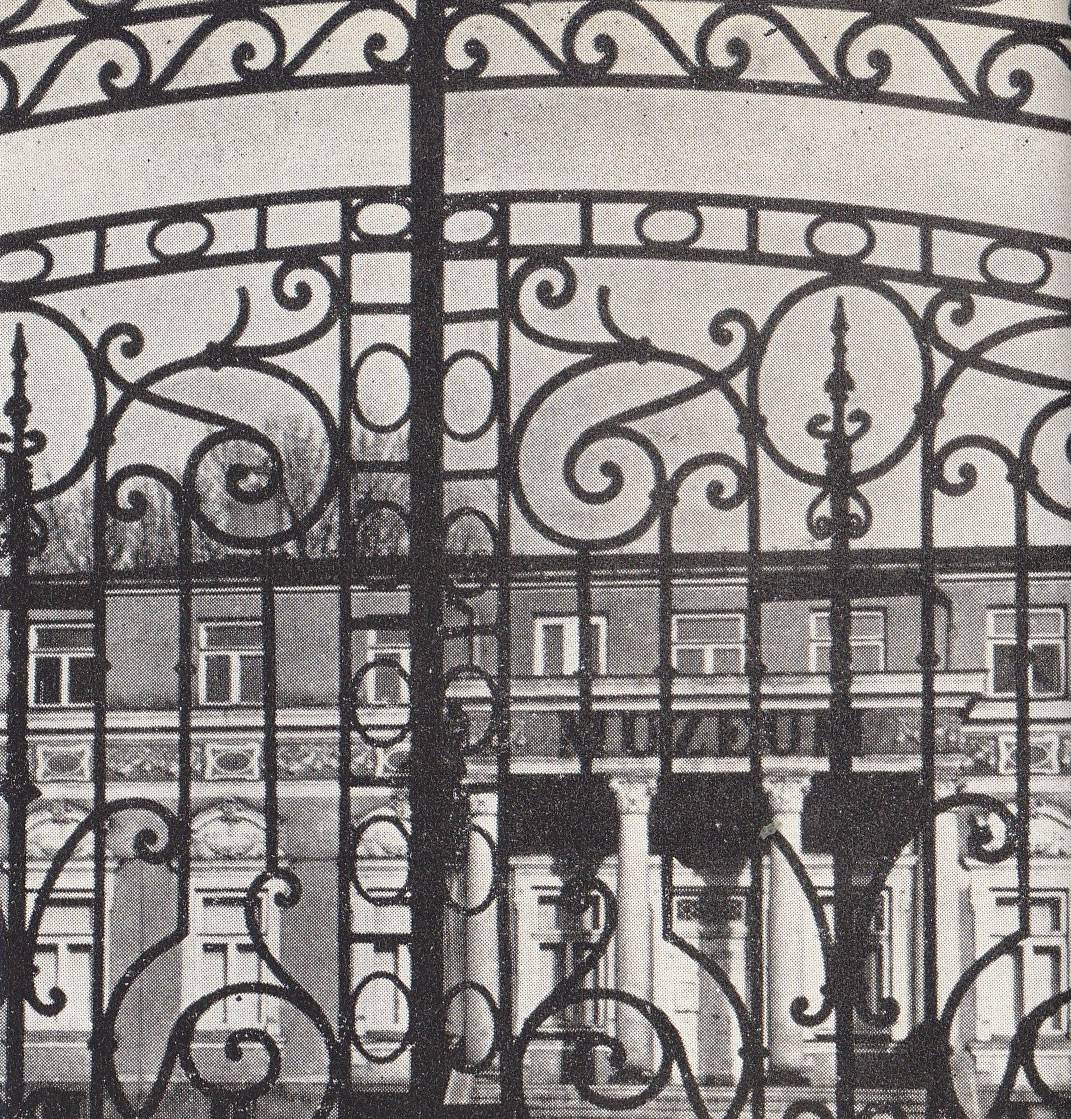
Neorenesansowa willa Kulczyckiego, obecnie siedziba Miejskiej Biblioteki Publicznej im. Załuskich – widok z 1975 roku.
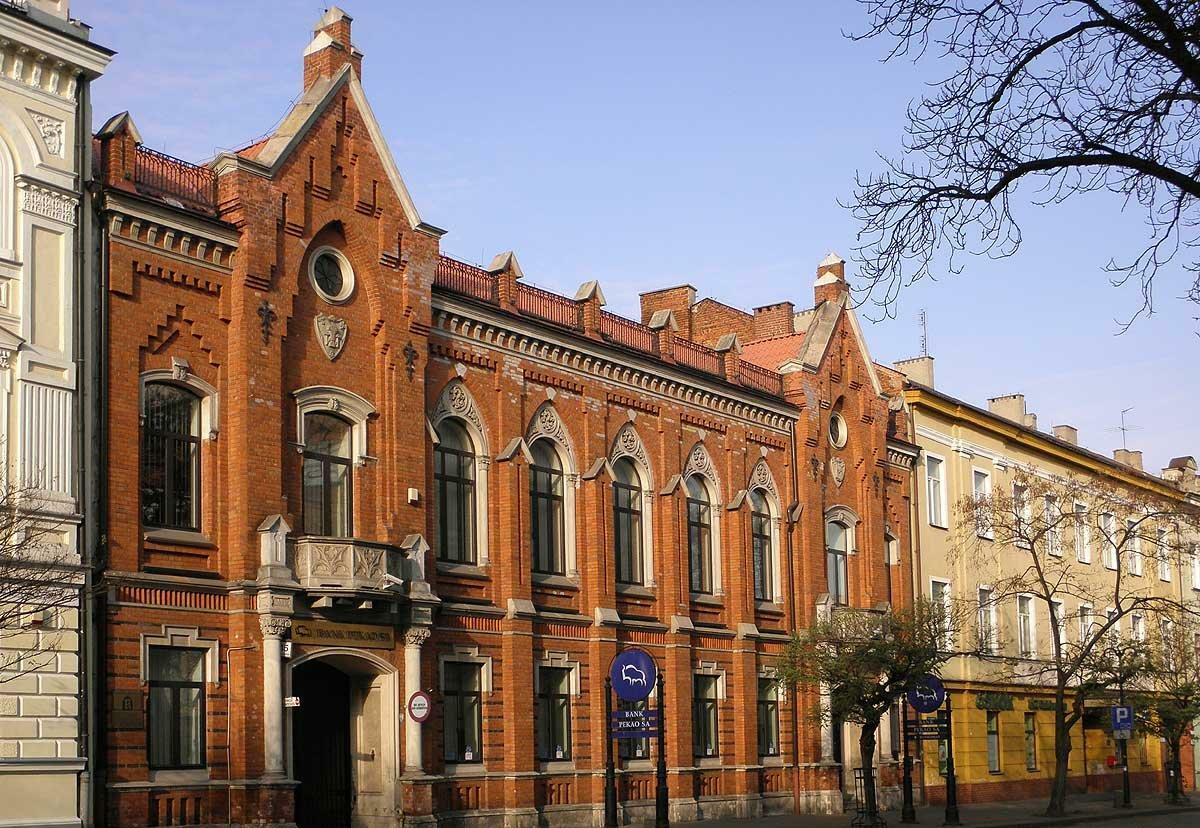
Neogotycki gmach dawnej Kasy Przemysłowców Radomskich.
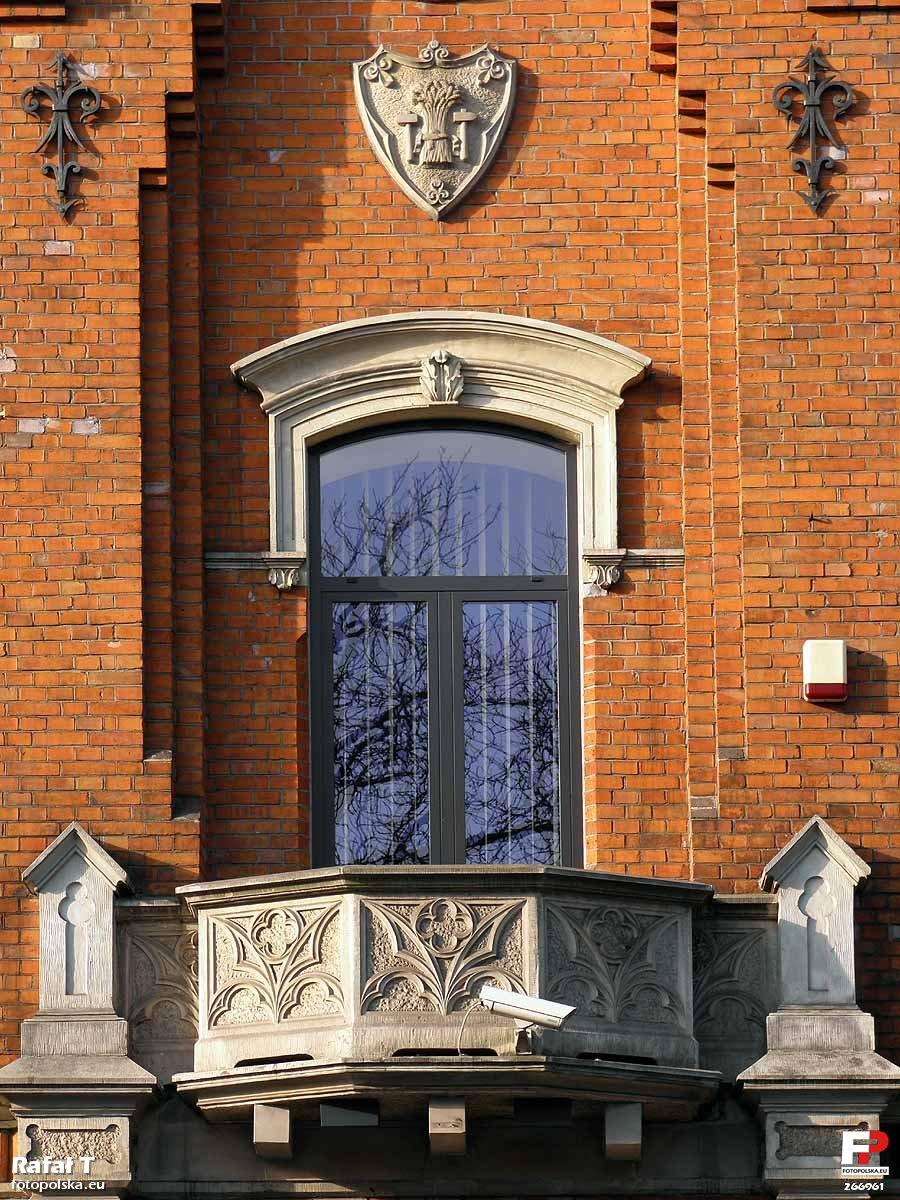
Detale ryzalitu gmachu dawnej Kasy Przemysłowców Radomskich. Nad portalem widoczny herb Guberni radomskiej.
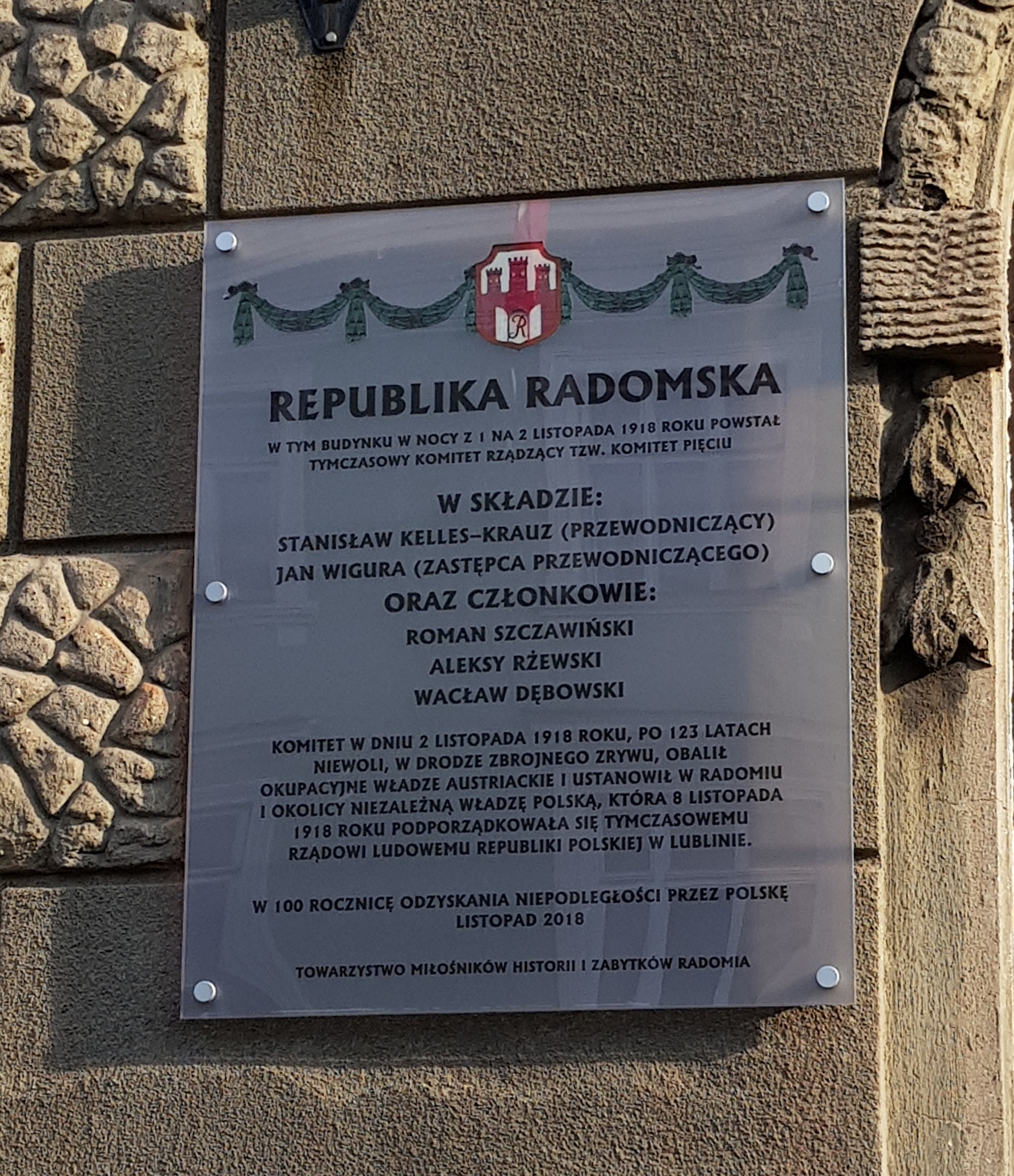
Tablica upamiętniająca proklamację Republiki Radomskiej